# Палестина

Кордон Палестинської Сирії
Кордон між (пізніше) та (пізніше)
Кордон підмандатної Палестини
Кордон між Державою Ізраїль та Палестинською автономією (зокрема Західним берегом та Сектором Гази)

Палести́на (араб. فلسطين, арам. ܦܠܫܬ, івр. ארץ-ישראל — біблійн. «земля Ханаанська», «земля Обітована» і «земля Ізраїлю») — історична область в Західній Азії. Межі області приблизно охоплюють територію сучасних сектора Гази, Ізраїлю, Голанських висот, Західного берега річки Йордан, Йорданії, частині Лівану та Сирії. Синайський півострів зазвичай вважається окремою географічною зоною.

## Географія
Палестина історично поділяється на 4 географічні області: Прибережна (до Середземного моря) рівнина, Галілея (північна частина), Самарія (центральна частина, на північ від Єрусалима) та Юдея (південна частина, разом з Єрусалимом). Цими географічними назвами оперує, зокрема, Біблія.
У наш час територію Самарії та Юдеї, зокрема і в українськомовних джерелах, часто називають «Західний берег річки Йордан».
Галілея, Самарія та Юдея складаються з ряду гірських груп, долин та пустель. Гори на півдні — Юдейське плато, в середині — Самарійські гори (Гризин, Гевал), далі Фавор (562 м над рівнем моря), Малий Гермон (515 м), Кармель (551 м), на півночі Гермон (2814 м). У глибоких западинах (значно нижче рівня моря) розташовані Тиверіадське озеро (212 м нижче рівня моря), Мертве море (найглибша западина на земній кулі, на 400 м нижче рівня моря).
Палестинська територія розділена на дві частини — Західний берег річки Йордан та Сектор Гази.
Площа території Західного берегу річки Йордан складає 5,8 тис. км2. Загальна довжина кордонів — 404 км. Там м'який клімат з м'якими зимами і спекотним літом. Найвища точка — Таль Асур (1022 м), найнижча — Мертве море (-408 м). З природних ресурсів тут лише землі, придатні для сільського господарства завдяки зрошуванню.
Сектор Гази має площу всього в 360 км2. Загальна довжина кордонів — 62 км. Клімат тут помірний з м'якими зимами і сухим та спекотним літом. Територія складається з рівнинних ділянок та піщаних дюн. Найнижча точка — Середземне море — 0 м, найвища — Абу Авгад (105 м).

## Назва
Споконвічно «Філістією» називали територію розселення народу філістимлян — тобто узбережжя Середземного моря з містами Газа та Ашкелон. Давні греки (щонайменше з часів Геродота) іменували Філістію на свій лад — «Палестиною» (дав.-гр. Παλαιστίνη), а землі вглибині континенту («за Палестиною») — «Палестинською Сирією» (дав.-гр. Παλαιστίνη Συρία). Проте ця назва була суто книжковою, місцеві мешканці, які розмовляли не грецькою, а семітськими мовами, її не вживали. Після повстання Макавеїв та відновлення незалежності єврейської держави для позначення її території використовували назву Юдея. Цю ж назву отримала і провінція, утворена після приєднання Юдеї до Римської імперії. Після придушення повстання Бар-Кохби імператор Адріан вирішив перейменувати провінцію, щоб стерти пам'ять про існування незалежного Юдейського царства і в якості нової назви взяв книжковий грецький топонім «Сирія Палестинська» — лат. Syria Pelestina. За спадкоємців Адріана прикметник перетворився на іменник, а потім провінція була поділена на кілька — «Палестину Першу», «Палестину Другу» та «Палестину Третю».
З початку XX ст. від слова «Палестина» було утворено назву «палестинці». Під час британського мандату в Палестині (у 1-й половині 20-го сторіччя), англійці називали палестинцями (palestinians) усіх юдеїв і арабів, що мешкали на території між річкою Йордан та Середземним морем. Після Шестиденної війни 1967 року так почали називати арабів, що мешкають на території Держави Ізраїль.

## Історія
Регіон контролювався численними народами, зокрема стародавніми єгиптянами, ханааніями, ізраїльтянами, ассирійцями, вавилонянами, ахеменідами, стародавніми греками, римлянами, парфянами, сасанідами, візантійцями, арабськими халіфатами Праведних, Омеядів, Аббасидів та Фатімідів, хрестоносцями, Айюбідами, Мамлюками, монголами, османами, британцями, сучасними ізраїльтянами та палестинцями.
У III тисячоліття до н. е. Палестина була заселена племенами ханаанців. З XIII ст. до н. е. почалося завоювання території сучасної Палестини давньоєврейськими племенами.
У XI ст. до н. е. давньоєврейські племена заснували Юдейське царство, що розпалося у 928 р. до н. е. на два — Ізраїльське царство (існувало до 722 р. до н. е.) та Юдейське царство (до 586 р. до н. е.). Згодом Палестина була завойована давньоперською державою Ахеменідів, потім входила до складу елліністичних держав Птолемеїв і Селевкідів (у III—II ст. до н. е.).
З 63 р. до н. е. Палестина була римською провінцією і поділялася на Юдею, Самарію та Галілею Петрею (Зайордання). З 395 року — у складі Візантії. У 636 році Палестину завоювали араби, між 1099 та 1187 роками — хрестоносці, які заснували тут Єрусалимське королівство. 1516 року вона потрапила під владу Османської імперії.
З кінця XIX століття почалося заселення Палестини євреями, послідовниками ідеології сіонізму. 1900 року в ній було 34 єврейські сільськогосподарські поселення з 28176 гектарами землі і 5,3 тис. людей.

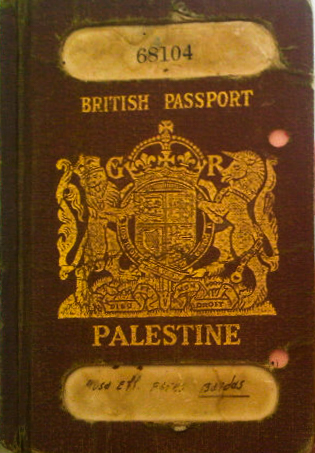
Паспорт мешканця підмандатної Палестини
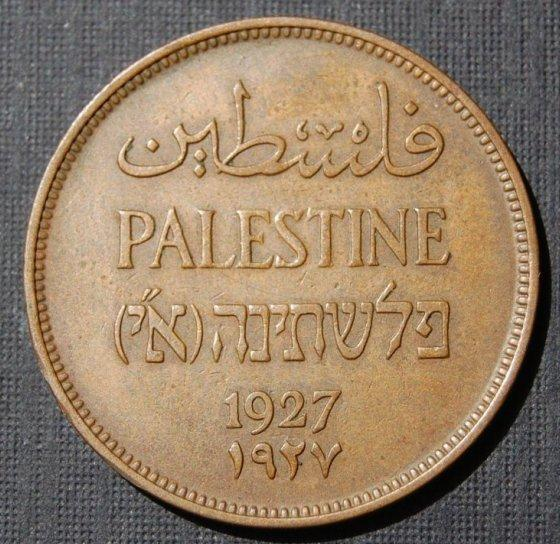
Монета підмандатної Палестини
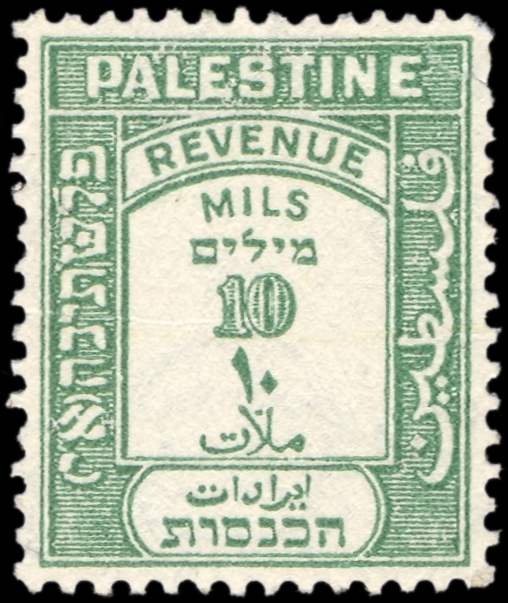
Поштова марка підмандатної Палестини
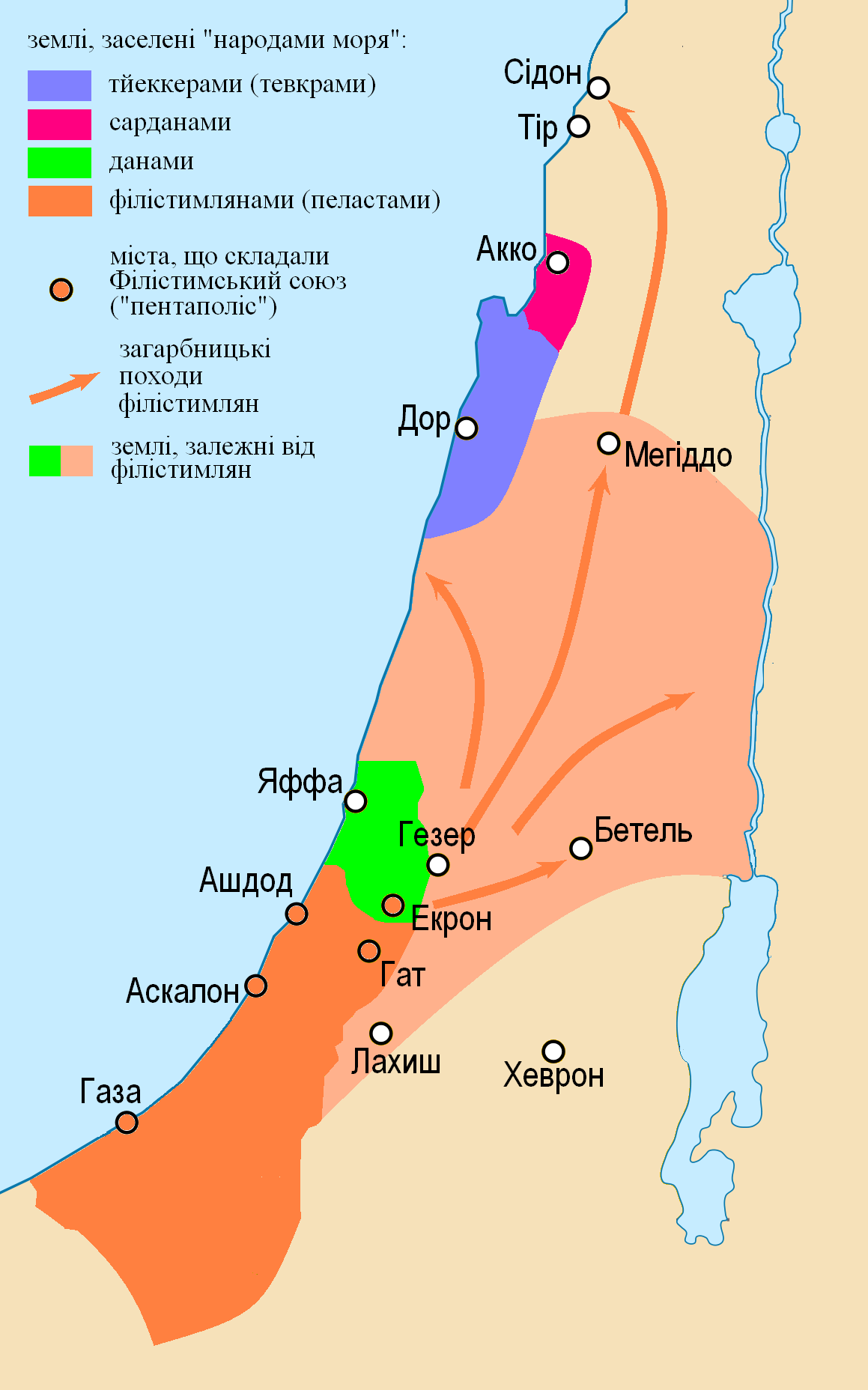
Південний Ханаан (нинішня Палестина) після навали «народів моря»
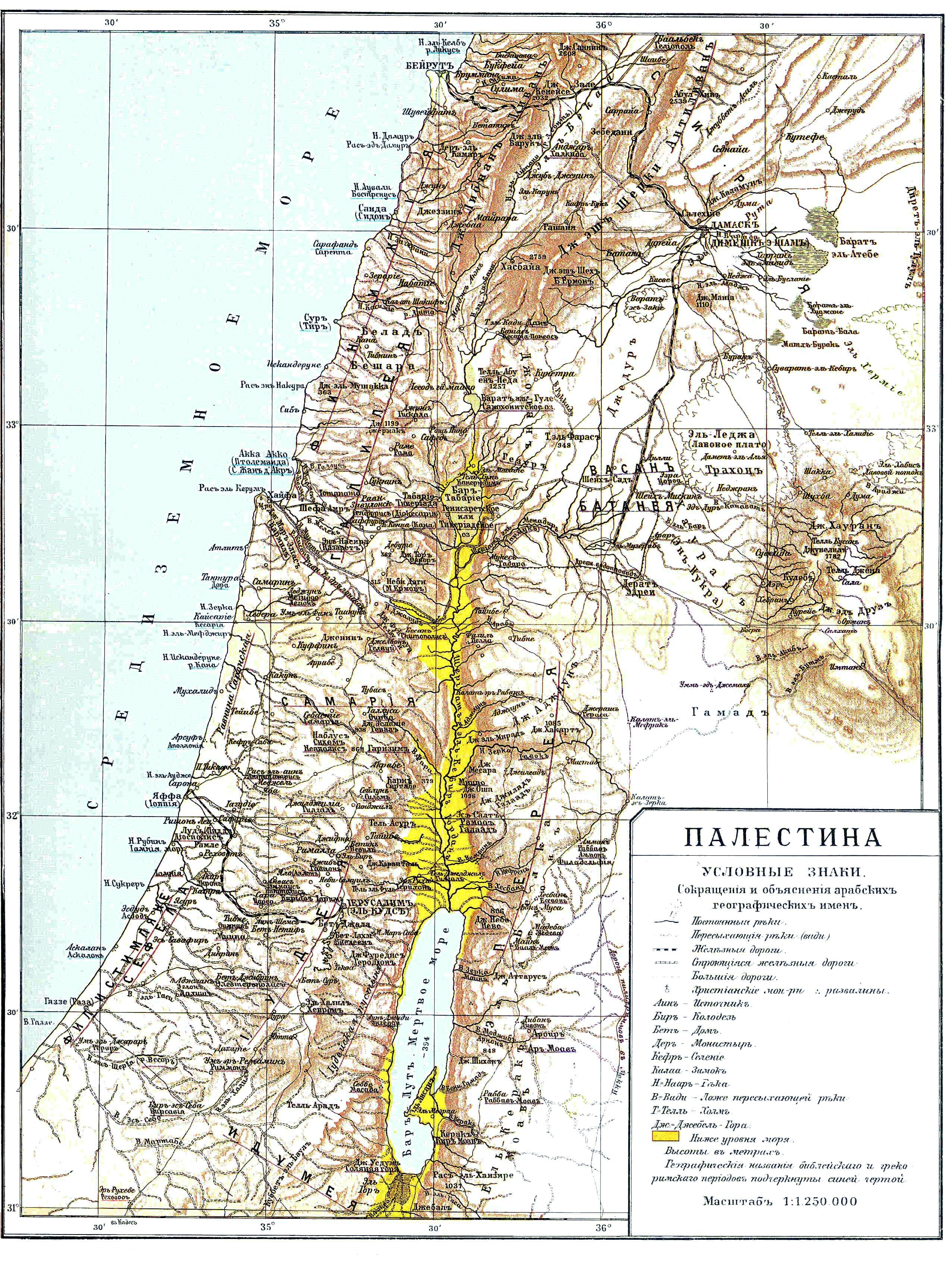
Історична мапа Палестини з Енциклопедичного словника Брокгауза та Ефрона
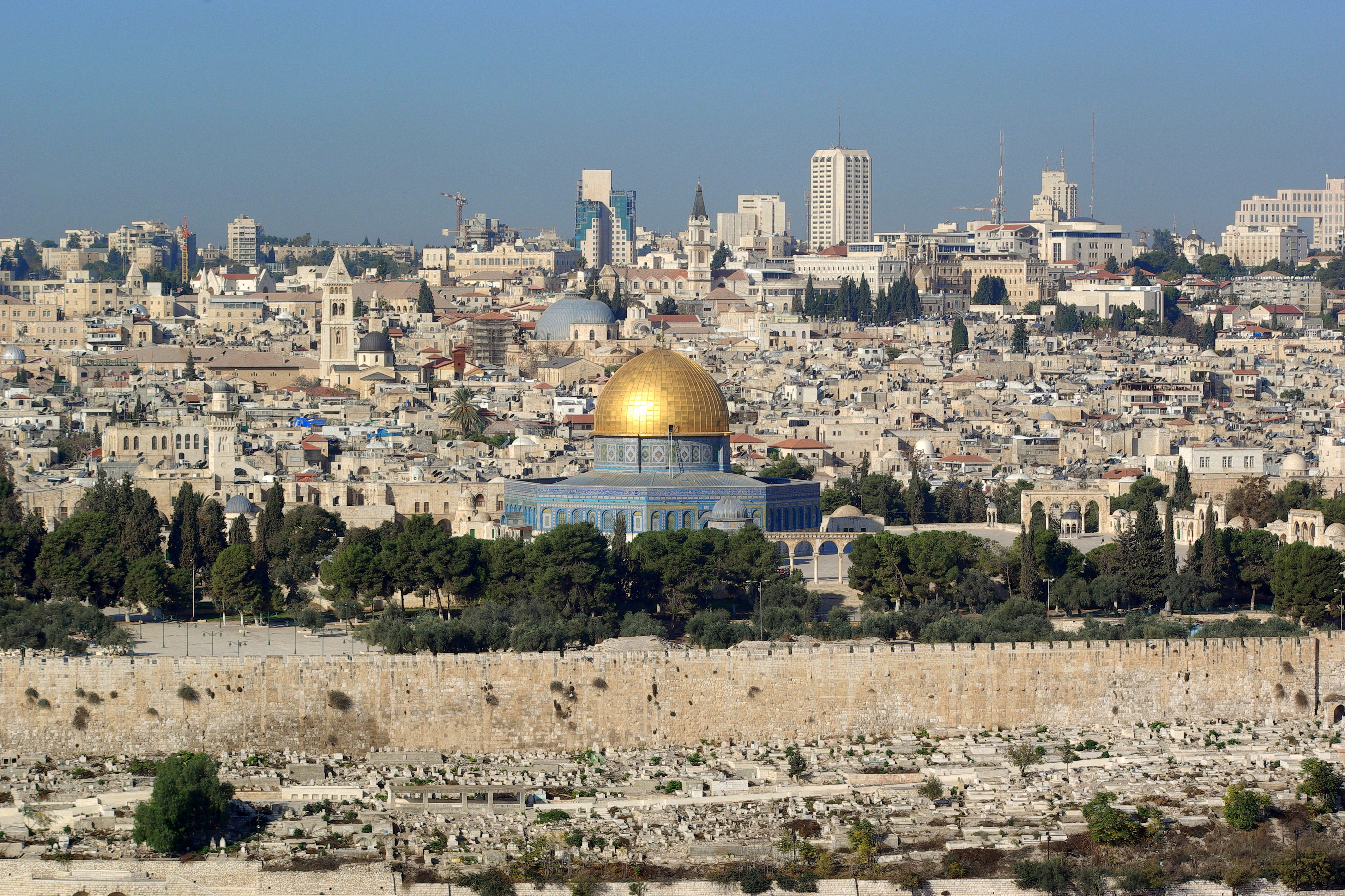
Єрусалим
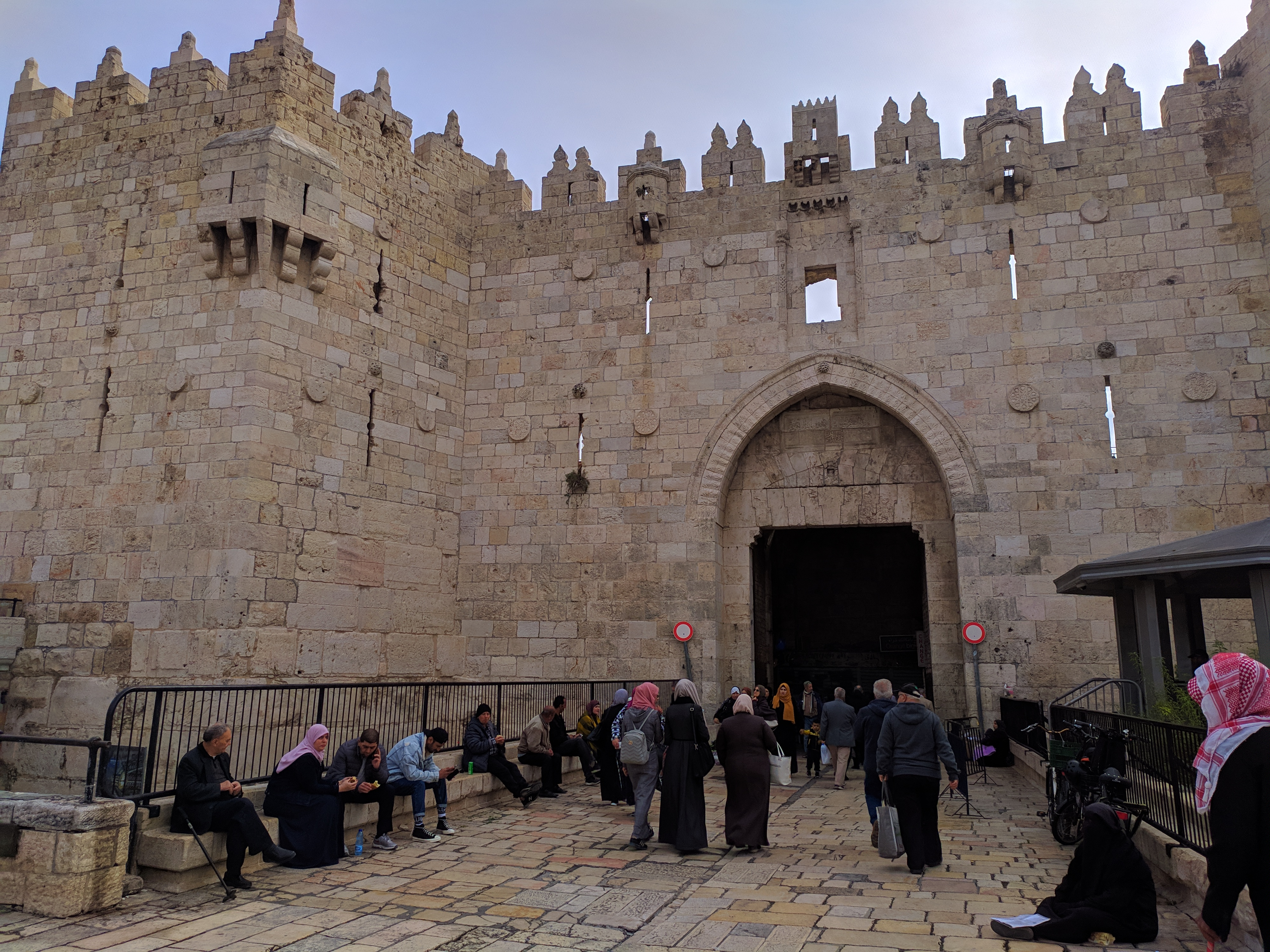
Мечеть аль-Акса — Єрусалим

## Сучасний період

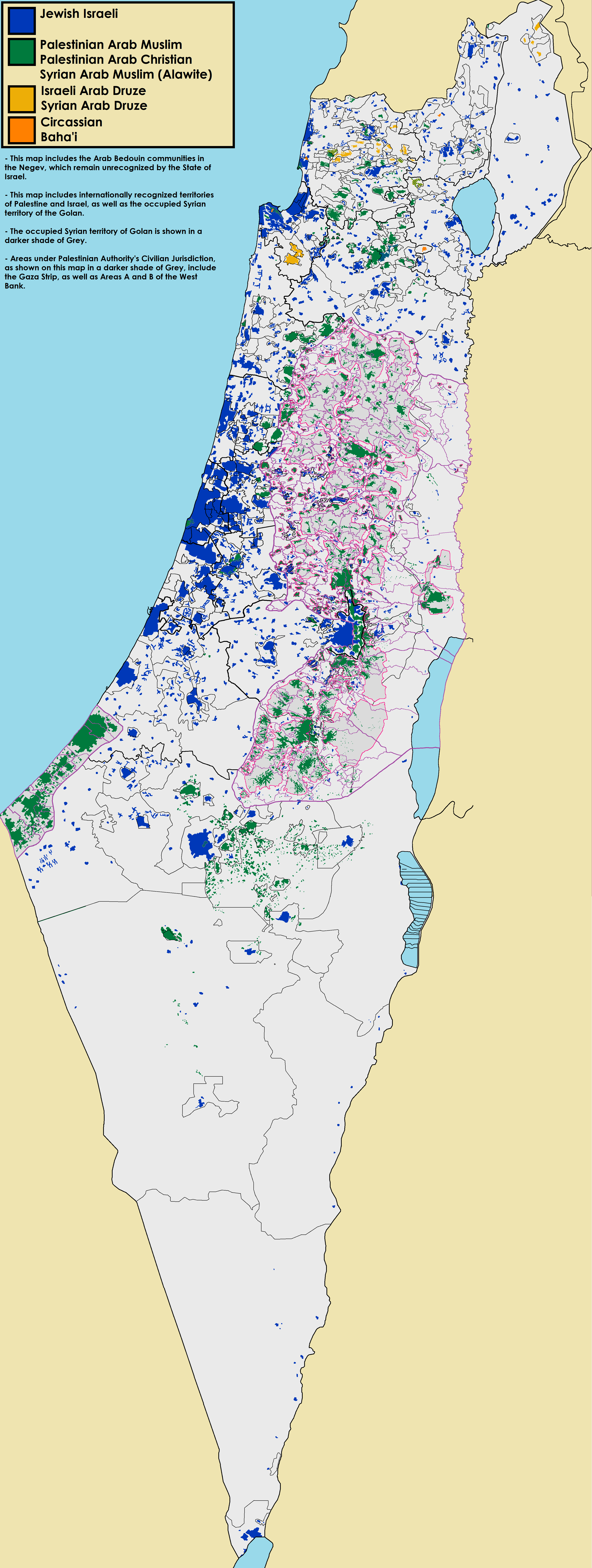
Етнічна більшість за поселеннями (теперішні): На мапі вказано етнічну більшість населених пунктів (міст, сіл та інших громад).

Під час Першої світової війни Палестину окупувала Велика Британія (1917), яка отримала мандат Ліги Націй на управління цією територією.
Протягом XX століття єврейське населення Палестини зросло з 50 тис. осіб (1900) до близько 600 тис. у момент закінчення британського мандату та проголошення Держави Ізраїль (1948). Нині євреї становлять більшу частину населення колишньої Підмандатної Палестини — понад 5 млн осіб (2000). Арабів нараховується 750 тис. осіб в Ізраїлі і близько 1 млн на Західному березі, у Східному Єрусалимі та смузі Газа. Поза межами колишньої Підмандатної Палестини внаслідок арабо-ізраїльських воєн опинилося понад 1,5 млн[джерело?] (1,2 млн у Йорданії[джерело?], 300 тис. у Лівані[джерело?]; близько 100 тис. — у США[джерело?].
Значна частина арабських палестинців регулярно бере участь в різних акціях протесту, які супроводжуються киданням каміння в ізраїльських солдатів, штурмом лінії розмежування та іншими проявами насилля. Їх стримують сили ізраїльської армії, що відповідають за безпеку кордонів розмежування, це нерідко супроводжується відкриттям попереджувального і прицільного вогню з боку ізраїльської армії, трапляються поранення та летальні випадки серед протестувальників.

## Політичний статус
Після підписання Організацією визволення Палестини під головуванням Ясіра Арафата та урядом Ізраїлю на чолі з прем'єр-міністром Іцхаком Рабином так званих Норвезьких мирних угод (1993), було створено так звану Палестинську національну адміністрацію (ПНА) для арабського населення Західного берегу та сектору Ґази, а ізраїльський військовий контингент було виведено з більшості населених пунктів цих територій, які, як передбачає план мирного процесу, у майбутньому можуть отримати політичний статус незалежної арабської держави.
30 листопада 2012 року ООН надала Палестині нового статусу — «держави спостерігача» ООН.
26 серпня 2019 року, прессекретар голови Палестинської адміністрації Набіль Абу Рудейна піддав різкій критиці рішення Державного департаменту США щодо виключення Палестинської автономії з опублікованого їм списку держав і територій. Як повідомляється, Палестинська автономія була виключена зі списку країн та територій, опублікованих на вебсторінці Управління Близького Сходу Держдепу США.

## Довоєнна українська преса про Палестину
Про події у Палестині писало видавництво лівої «Української Національно-демократичної Організації».
- Жиди переходять до терористичної акції в Палестині // Діло, 06.07.1938
- 27 жертв терору в Гайфі // Діло, 09.07.1938
- Залізничний зв'язок між Палестиною та Єгиптом перерваний // Діло, 12.07.1938
- 200 вбитих у Палестині // Діло, 23.08.1938
- Завзяті бої арабів з військом // Діло, 26.08.1938
- Телефонічний зв'язок з Палестиною перерваний // Діло, 02.09.1938